# حكم ثلاثي

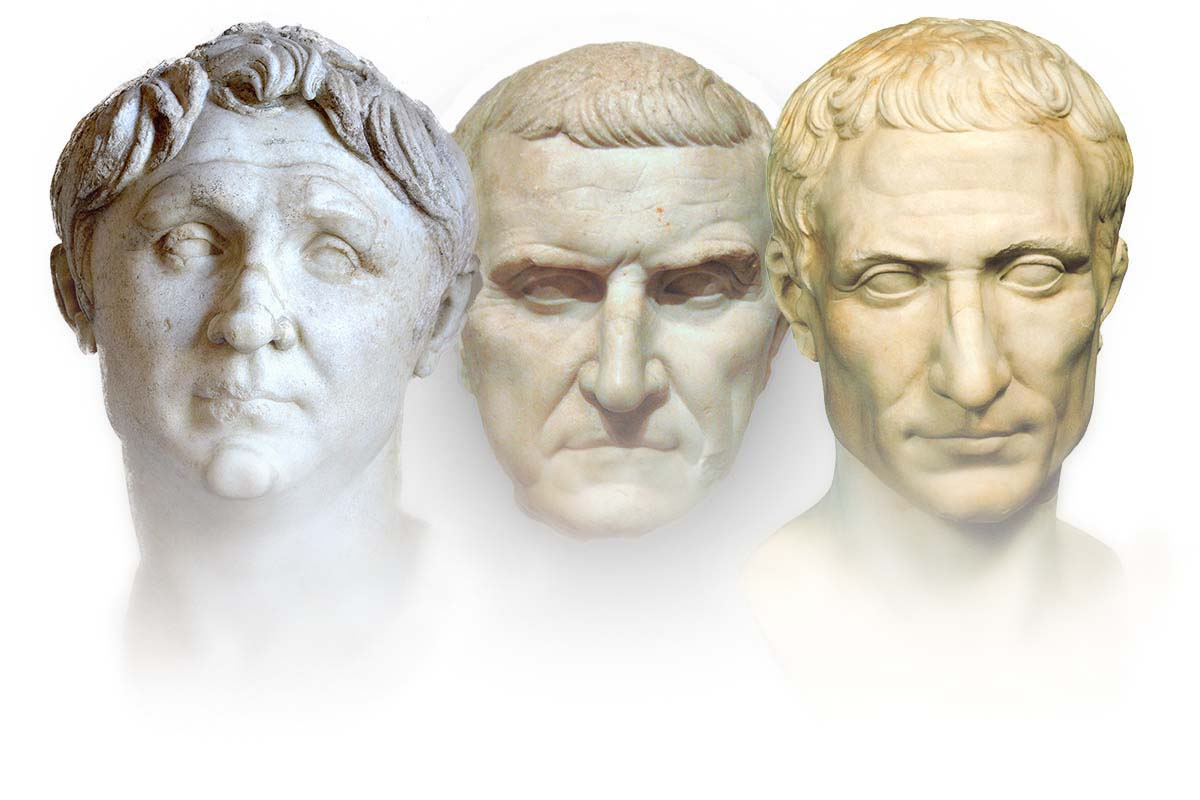
أعضاء الحكومة الثلاثية الأولى للجمهورية الرومانية (من اليسار إلى اليمين) جنايوس بومبيوس ماغنوس، ماركوس ليسينيوس كراسوس، ويوليوس قيصر.

الحكم الثلاثي (باللاتينية: Triumvirate) هو نظام سياسيٌّ يحكمه ثلاثة أفراد كبيري السلطة في الآن ذاته. يمكن للحكم المشترك بينهم أن يكون رسمياً أو غير رسميٍّ على حد سواء، لكن حتى لو كانوا متساوين في سلطتهم على الورق، فمن النادر أن يحدث ذلك فعلياً. يمكن أحياناً أيضاً أن يستعمل الاصطلاح لوصف حالة يطالب فيها ثلاثة رجالٍ مختلفين بالحكم. يعود أصل هذا المصطلح إلى أيام الجمهورية الرومانية، عندما خضعت روما لهذا النوع من الحكم عدَّة مرات.

## روما القديمة
بالأصل كان يطلق اسم الرجال الثلاثة أو triumviri  على لجانٍ خاصة من ثلاثة أشخاص، كان يعيّنها حاكم روماني للقيام بمهام محدَّدة خارج إطار الوظائف العادية في الحكومة. فعلى سبيل المثال، كان عمل لجنة triumviri capitales هو الإشرافُ على السجون وإعدامات المجرمين، وقد تأسَّست هذه اللجنة بين عامي 290 و287 ق م، وكان يرأسها رجل من رتبة بريتور. بشكلٍ عام كانت العديد من وظائف هذه اللجان تتعلَّق بفرض النظام والأمن، ومن المحتمل أن بعضها تولَّت مهاماً كإطفاء الحرائق.
كان يمكن أيضاً أن تتشكل لجان الرجال الثلاثة لأغراضٍ كتأسيس المستعمرات البعيدة وتوزيع الأراضي. على سبيل المثال، كانت تعمل اللجنة المُسمَّاة Triumviri mensarii كموزّعة أراضٍ عمومية لمن يريد شرائها، وقد وصلت ذروة نشاطها المالي في سنة 216 ق م، عندما أصبحت تتضمَّن رجلين من رتبة القنصل. كما أنَّه من الأمثلة الأخرى على هذه اللجان لجنة tresviri epulones، التي كانت تتولَّى تنظيم الاحتفالات والمهرجانات الشعبية في روما، وقد تأسَّست سنة 196 ق م وزيد عدد رجالها لاحقاً إلى سبعة.
ظهرت - خلال الفترة المتأخرة من عصر الجمهورية الرومانية - تحالفات لثلاثة رجالٍ ذوي سلطة ضخمة تشاركوا في حكم روما، وهي ما يسمّيها الباحثون الآن الحكم الثلاثي. تكرَّرت هذه الحالة مرتين في تاريخ روما:
- الحكم الثلاثي الأول: كان حلفاً سياسياً غير رسميّ قام بين يوليوس قيصر وبومبيوس الكبير وماركوس كراسوس، لم تكن هناك أي وثائق قانونية تدعم وجود مثل هذا التحالف، إلا أنَّ الحلف نجح - على أرض الواقع - في تقوية النفوذ السياسي للقادة الثلاثة وأنصارهم أمام مجلس الشيوخ. لكن بعد موت كراسوس سنة 53 ق م، انكسر هذا الحلف وخاض قيصر وبومبيوس حرباً أهلية، انتهت بموت بومبيوس وبتعيين قيصر نفسَه دكتاتوراً.
- الحكم الثلاثي الثاني: هو تحالف رسمي قام بين أول الأباطرة الرومان أوكتافيان أغسطس وسياسيَّين آخرَين هما ماركوس أنطونيوس وماركوس إميليوس ليبيدوس. حسب الوثيقة القانونية الرسمية، فإنَّ هذا التحالف كان لجنة من ثلاثة رجال غرضها استعادة دستور الجمهوريَّة (tresviri rei publicae constituendae)، إلا أنَّ هؤلاء الرجال كانوا قادرين بالحقيقة على سنّ القوانين وإصدارها دون موافقة مجلس الشيوخ ولا الشعب، ولم تكن قراراتهم القضائية موضعاً للطعن، وكانوا يحصلون على أيّ رتبٍ أو ألقابٍ يرغبون بها.[9] بعد فترة قصيرة من إقامة التحالف، تم إقصاء ليبيديوس منه، ثم وقعت حربٌ أهلية بين الاثنين الآخرين انتهت بمقتل أنطونيوس وبقاء أغسطس الإمبراطور الوحيد لروما.

## الدولة العثمانية
حكم الباشوات الثلاثة، والمعروفون أيضًا باسم الثلاثي العثماني، الدولة العثمانية فعليًا خلال الحرب العالمية الأولى: محمد طلعت باشا (1874-1921م) وكان الصدر الأعظم (رئيس الوزراء) ووزير الداخلية؛ وإسماعيل أنور باشا (1881-1922م)، وهو وزير الحرب؛ وأحمد جمال باشا (1872-1922م)، وزير البحرية.

## البوسنة والهرسك الحديثة
بعد الحرب العالمية الثانية، تُحكم البوسنة والهرسك من قِبل مجلس رئاسة البوسنة والهرسك والمؤلف من ثلاثة أعضاء.

## الاتحاد السوفيتي

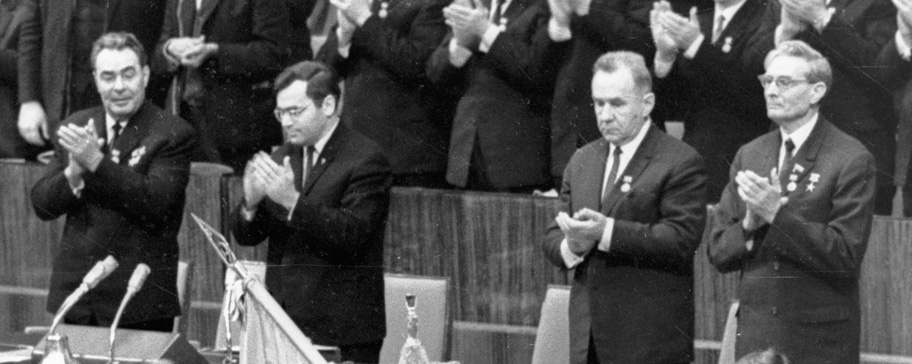
الترويكا.

في سياق الاتحاد السوفيتي، يُستخدم مصطلح «الترويكا» (بالروسية: مجموعة الثلاثة) للإشارة إلى "الحكم الثلاثي".
- مايو 1922 - أبريل 1925م: عندما أصيب فلاديمير لينين بجلطة دماغية أولى في مايو 1922م، شُكِّلت ترويكا لحكم البلاد بدلاً منه، على الرغم من أن لينين عاد إلى القيادة لفترة وجيزة من 2 أكتوبر 1922م حتى إصابته بجلطة دماغية حادة في 9 مارس 1923م أنهت مسيرته السياسية. تألفت الترويكا من جوزيف ستالين، وليف كامينيف، وغريغوري زينوفييف. انحلت الترويكا في أبريل 1925م، عندما وجد كامينيف وزينوفييف نفسيهما أقليةً بسبب اعتقادهما بأن الاشتراكية لا يمكن تحقيقها إلا على المستوى الدولي. انضم زينوفييف وكامينيف إلى المعارضة اليسارية بقيادة ليون تروتسكي في أوائل عام 1926.[11] لاحقًا، قُتل كامينيف وزينوفييف وتروتسكي جميعًا بأوامر من ستالين.
- ١٣ مارس - ٢٦ يونيو ١٩٥٣: بعد وفاة جوزيف ستالين في مارس ١٩٥٣م، تقاسم السلطة كلٌّ من جورجي مالينكوف، ولافرينتي بيريا، وفياتشيسلاف مولوتوف.

- ١٤ أكتوبر ١٩٦٤ - ١٦ يونيو ١٩٧٧م: بعد إقالة نيكيتا خروتشوف في أكتوبر ١٩٦٤م، شهد الاتحاد السوفيتي فترة قيادة جماعية. تقاسمت السلطة في البداية بين الأمين العام (الذي كان حتى عام ١٩٦٦ السكرتير الأول) ليونيد بريجنيف، ورئيس الوزراء أليكسي كوسيچين، ورئيس هيئة رئاسة مجلس السوفيت الأعلى (الرئيس الرسمي للدولة بحكم القانون) أناستاس ميكويان. استُبدل ميكويان بنيكولاي بودغورني عام ١٩٦٥م.